# Bleda
Bleda (390-445) fue rey de los hunos de manera conjunta con su hermano Atila después de la muerte del rey Rugila. Ambos eran hijos del noble huno Mundzuk.
En un primer momento Bleda y Atila optaron por proseguir la paz con el Imperio romano de Oriente a cambio de que el emperador Teodosio II duplicara los tributos anuales (ascendiendo estos a 700 libras anuales) y entregara a varios desertores que habían huido al sur del Danubio y se habían refugiado con los romanos. Durante los cinco años siguientes se mantuvo la paz, tiempo que Bleda y Atila aprovecharon para realizar incursiones al sur del Cáucaso, aunque fueron derrotados cuando trataban de saquear Armenia.
En 439 acusaron a los romanos de romper el acuerdo después de que el obispo de la ciudad de Margus cruzara el Danubio y profanara las tumbas reales hunas que había en su orilla norte. Bleda y Atila cruzaron el Danubio y saquearon varias ciudades romanas, entre ellas Margus, Viminacium, Singidunum, y Sirmium. Después de una relativa calma durante el año 442, el emperador Teodosio II se apresuró en traer tropas del norte de África y consideró dejar de pagarles el tributo a los reyes hunos. Atila y Bleda respondieron reanudando la guerra en el 443 tomando las ciudades de Ratiaria, Naiso, Serdica, Filipópolis y Arcadiópolis, en las que hicieron uso de sofisticadas armas de asedio como arietes y torres, algo nunca antes hecho por los hunos. Derrotaron a un ejército romano a las afueras de Constantinopla pero no pudieron tomar la ciudad por su doble muralla y su formidable puerto, lo cual hacía insostenible un asedio a largo plazo. Aun así, derrotaron a un segundo ejército romano en Galípolis.
Teodosio II reconoció la derrota y acordó una nueva paz, mucho más onerosa que la anterior, en la cual accedió a pagar seis mil libras de oro, como castigo por no haber cumplido el tratado de paz anterior, y un tributo anual triplicado que ascendió a dos mil cien libras anuales. Después de estas victorias Bleda y Atila se retiraron a sus dominios al norte del Danubio. 
Bleda falleció en el 445 durante una cacería, según algunas fuentes posiblemente asesinado por su hermano Atila.